# Bataille de Palmyre (2024)
Pour les articles homonymes, voir bataille de Palmyre.
Pour un article plus général, voir Offensive rebelle de 2024 en Syrie.
Guerre civile syrienne
Batailles
La bataille de Palmyre se déroule du 6 au 7 décembre 2024, pendant la guerre civile syrienne. Elle s'achève par la victoire des rebelles, qui s'emparent de la ville de Tadmor et de la cité antique de Palmyre.

## Déroulement
Le 6 décembre, les forces de l'Armée syrienne libre présentes dans la région d'Al-Tanf lancent une offensive en direction de la ville de Tadmor et de la cité antique de Palmyre et s'emparent de la région d'Al-Sawana après des combats avec les forces du régime,,. Selon l'OSDH, les forces progouvernementales abandonnent la ville dans la journée,. Le 7 décembre, la cité antique de Palmyre est investie par l'Armée syrienne libre,.  